# Nick Schultz (ciclista)
Nicholas Schultz (Brisbane, 13 de setembro de 1994) é um ciclista australiano membro do conjunto Team BikeExchange.

## Palmarés
- 2014 (como amador)
  - 1 etapa do Boucle de l'Artois

- 2016
  - 1 etapa do Tour de Bretanha
  - 1 etapa do Tour de l'Avenir

- 2019
  - 1 etapa do Herald Sun Tour

- 2021
  - 1 etapa do Sazka Tour

## Resultados em Grandes Voltas e Campeonatos do Mundo
| Corrida            | Corrida            | 2016 | 2017  | 2018 | 2019 | 2020 | 2021 |
| ------------------ | ------------------ | ---- | ----- | ---- | ---- | ---- | ---- |
|                    | Giro d'Italia      | —    | —     | —    | —    | —    | Ab.  |
|                    | Tour de France     | —    | —     | —    | —    | —    | —    |
|                    | Volta a Espanha    | —    | 111.º | 75.º | 63.º | 25.º | 49.º |
| Mundial em Estrada | Mundial em Estrada | —    | —     | Ab.  | —    | Ab.  | Ab.  |

—: não participa

Ab.: abandono